# William Moreton
William Moreton (1641 – 21 novembre 1715) della Chiesa anglicana d'Irlanda, vescovo di Mide dal 1705 alla sua morte.

## Vita
William Moreton, figlio di Edward Moreton, si laureò come Master of Arts al collegio di Christ Church, parte di Oxford nel 1667. 
Lo stesso anno accompagnò come cappellano James Butler, I duca di Ormonde, lord luogotenente d'Irlanda. 
Fu nominato decano della cattedrale di Christ Church di Dublino nel 1677 e vescovo di Kildare nel 1682; nel 1705 fu trasferito alla diocesi di Mide, dove rimase fino alla morte, sopraggiunta nel 1715. 
È dedicata a lui una parte della Little Moreton Hall. 